# Піски (заказник)
Пі́ски — лісовий заказник місцевого значення в Україні. Розташований у межах Бахмацької міської громади Ніжинського району Чернігівської області, на північ від села Піски.
Площа 259 га. Статус присвоєно згідно з рішенням Чернігівського облвиконкому від 27.04.1964 року № 236; від 04.12.1978 року № 529; від 27.12.1984 року № 454; від 28.08.1989 року № 164; від 31.07.1991 року № 159. Перебуває у віданні ДП «Борзнянське лісове господарство» (Бахмацьке л-во, кв. 7-10).
Статус присвоєно для збереження лісового масиву з переважно сосновими насадженнями віком 40-45 років. Є кілька ділянок з насадженнями дуба.
У підліску зростають крушина ламка, ліщина звичайна, у трав'яному покриві — конвалія звичайна, осока волосиста, орляк звичайний, ялиця звичайна, суниці лісові, осока заяча, чорниці, одинарник європейський, перлівка поникла, зірочник ланцетолистий, осока пальчата, куцоніжка лісова, копитняк європейський, любка дволиста, гніздівка звичайна.